# San Francisco (Atlántida)
San Francisco (uit het Spaans: Sint-Franciscus) is een gemeente (gemeentecode 0106) in het departement Atlántida in Honduras. De gemeente grenst aan de Atlantische Oceaan.
In het begin had de plaats de naam Jimerito, en maakte het deel uit van de gemeente El Porvenir. Op 14 januari 1903 werd het een zelfstandige gemeente met de naam San Francisco.
De hoofdplaats San Francisco bevindt zich op de kustvlakte, op 11 km van de zee, op de plaats waar de rivieren Jimerito en San Francisco bij elkaar komen.

## Bevolking
De bevolking is als volgt verdeeld:
| Vrouwen | 7798 | 51% |
| Mannen  | 7479 | 49% |

## Dorpen
De gemeente bestaat uit 12 dorpen (aldea), waarvan de grootste qua inwoneraantal: San Francisco (code 010601) en Santa Ana (010610).